# 後藤友和
後藤 友和（ごとう ともかず、1976年7月4日 - ）は、埼玉県川口市出身で貴乃花部屋（入門時は藤島部屋）に所属していた元大相撲力士。本名同じ。身長186cm、体重181kg、得意手は左四つ、寄り、最高位は東幕下筆頭（2002年初場所）、血液型はB型、趣味は音楽鑑賞。一般には藤ノ花の四股名で認知される。

## 来歴
川口東中学校2年から相撲を始め、3年時に関東中学校相撲大会で優勝。名門埼玉栄高校からも勧誘され、本人も高校から大学と相撲を続け、そこから大相撲界に入門するつもりだったが、相撲部の顧問に勧められて稽古見学に行った藤島部屋で当時の藤島親方（元大関貴ノ花）のラブコールを受け、迷った末に入門を決意。1992年3月に初土俵を踏んだ。初めて番付に乗った翌5月場所では当時本名の「五藤」を名乗って土俵に上がっていた同部屋の五剣山と苗字の読みが重複するために改名の必要に追われ、藤島が有望力士に付けようと思っていた四股名である「藤ノ花」を与えられた。
期待通りに順調な出世を続け、1996年3月場所では幕下に昇進。その後は足踏みが続いていたが、1999年3月場所では四股名を本名の後藤に戻すと大勝が続き、同年9月場所では6勝1敗の成績を残し幕下優勝決定戦に進出、巴戦の初戦で同郷の先輩、彩豪に敗れる（この決定戦には後の横綱朝青龍、幕内十文字・豊桜らも出場しており後藤以外は全員が関取に昇進している）。
翌2000年1月場所では東幕下4枚目まで番付を上げたが3勝2敗から連敗し3勝4敗と負け越し。その後故障によりやや低迷したが2001年11月場所では再び最高位まで番付を戻す。この場所では5勝2敗と勝ち越した。同場所、西十両10枚目では五城楼が6勝9敗の成績であった。同年5月場所では武雄山と須磨ノ富士が両者と同地位・同成績であり、この際は武雄山が十両に昇進していたため、十両昇進が期待されたが昇進は見送られた。さらに同場所後藤の半枚上である西幕下3枚目は、9月場所で5勝10敗と負け越し幕下陥落が濃厚となり、引退の意向を固めていたものの引退届提出を遅らせ番付に名前を残していた智乃花であった。仮に智乃花が11月場所の番付編成会議までに引退を発表していれば、後藤は十両昇進を果たしていたと思われる。このように不運が重なり十両昇進を逃すことになった。
東筆頭で迎えた翌2002年1月場所は2勝5敗と負け越し。その後再び故障により番付を落とすが、同年11月場所から四股名を藤ノ花に戻し、それ以降はほぼ幕下上位に定着。5枚目以内にも度々顔を出したが十両昇進は果たせぬまま、2004年、9月場所を全休し引退した。
二子山部屋は横綱2人、大関1人を輩出するなど、多くの名力士を育てきた反面、200kgを超える豊ノ海が幕内にまで上がるも三役・三賞ともに無縁に終わり、190kgの五剣山は十両止まり、190kgの摩天楼は関取にすらなれないなど、重戦車型の巨漢力士は大成しない一面があり、177kgの藤ノ花も同様に大成することができなかった。

## 主な成績
- 通算成績 276勝224敗25休（76場所）

| | 一月場所 初場所（東京） | 三月場所 春場所（大阪） | 五月場所 夏場所（東京） | 七月場所 名古屋場所（愛知） | 九月場所 秋場所（東京） | 十一月場所 九州場所（福岡） |
| --- | ----------------------- | ----------------------- | ----------------------- | --------------------------- | ----------------------- | --------------------------- |
| 1992年 （平成4年） | x                       | （前相撲）              | 東序ノ口6枚目 3–4       | 東序ノ口9枚目 5–2           | 東序二段118枚目 5–2     | 東序二段77枚目 5–2          |
| 1993年 （平成5年） | 西序二段28枚目 2–5      | 東序二段64枚目 3–4      | 西序二段83枚目 5–2      | 西序二段40枚目 2–5          | 西序二段66枚目 5–2      | 東序二段25枚目 4–3          |
| 1994年 （平成6年） | 西序二段9枚目 3–4       | 西序二段30枚目 5–2      | 東三段目88枚目 5–2      | 東三段目53枚目 3–4          | 東三段目69枚目 2–5      | 東三段目94枚目 6–1          |
| 1995年 （平成7年） | 東三段目40枚目 4–3      | 東三段目24枚目 5–2      | 西幕下57枚目 2–5        | 西三段目19枚目 3–4          | 西三段目40枚目 5–2      | 西三段目9枚目 3–4           |
| 1996年 （平成8年） | 東三段目26枚目 6–1      | 東幕下50枚目 5–2        | 西幕下33枚目 3–4        | 西幕下46枚目 4–3            | 西幕下35枚目 4–3        | 西幕下26枚目 3–4            |
| 1997年 （平成9年） | 西幕下34枚目 3–4        | 西幕下39枚目 5–2        | 東幕下25枚目 2–5        | 西幕下40枚目 3–4            | 東幕下52枚目 4–3        | 西幕下43枚目 4–3            |
| 1998年 （平成10年） | 東幕下33枚目 2–5        | 東幕下54枚目 3–4        | 東三段目10枚目 3–4      | 西三段目23枚目 5–2          | 東幕下58枚目 4–3        | 東幕下49枚目 4–3            |
| 1999年 （平成11年） | 東幕下40枚目 3–4        | 西幕下48枚目 4–3        | 西幕下39枚目 6–1        | 西幕下16枚目 3–4            | 西幕下22枚目 6–1        | 東幕下7枚目 4–3             |
| 2000年 （平成12年） | 東幕下4枚目 3–4         | 東幕下9枚目 1–6         | 東幕下29枚目 4–3        | 東幕下23枚目 6–1            | 西幕下7枚目 1–2–4       | 西幕下24枚目 休場 0–0–7     |
| 2001年 （平成13年） | 西幕下24枚目 5–2        | 東幕下16枚目 4–3        | 東幕下12枚目 5–2        | 東幕下6枚目 3–4             | 東幕下12枚目 5–2        | 東幕下4枚目 5–2             |
| 2002年 （平成14年） | 東幕下筆頭 2–5          | 東幕下10枚目 4–3        | 東幕下6枚目 休場 0–0–7  | 東幕下47枚目 5–2            | 東幕下31枚目 5–2        | 西幕下17枚目 5–2            |
| 2003年 （平成15年） | 東幕下9枚目 4–3         | 東幕下5枚目 4–3         | 西幕下3枚目 3–4         | 東幕下6枚目 1–6             | 東幕下32枚目 5–2        | 東幕下21枚目 4–3            |
| 2004年 （平成16年） | 東幕下13枚目 5–2        | 西幕下5枚目 3–4         | 西幕下9枚目 4–3         | 東幕下3枚目 3–4             | 西幕下8枚目 引退 0–0–7  | x                           |
| 各欄の数字は、「勝ち-負け-休場」を示す。 優勝 引退 休場 十両 幕下 三賞：敢=敢闘賞、殊=殊勲賞、技=技能賞 その他：★=金星 番付階級：幕内 - 十両 - 幕下 - 三段目 - 序二段 - 序ノ口 幕内序列：横綱 - 大関 - 関脇 - 小結 - 前頭（「#数字」は各位内の序列） |                         |                         |                         |                             |                         |                             |

## 改名歴
- 後藤 友和（ごとう ともかず）1992年3月場所
- 藤ノ花 友和（ふじのはな -）1992年5月場所-1999年1月場所
- 後藤 友和（ごとう -）1999年3月場所-2002年9月場所
- 藤ノ花 友和（ふじのはな -）2002年11月場所-2004年3月場所
- 藤乃山 友和（ふじのやま -）2004年5月場所-9月場所